# Anatoly Shapiro
Anatoly (Anshel) Pavlovich Shapiro (em russo Анатолий Павлович Шапиро, Konstantinogrado, 18 de janeiro de 1913 – Nova Iorque, 8 de outubro de 2005) foi um engenheiro ucraniano e oficial do Exército Vermelho, líder do pelotão que avançou e libertou o campo de concentração de Auschwitz, na Polônia, nos últimos dias da Segunda Guerra Mundial. Foi o primeiro oficial soviético a encontrar os sobreviventes.
Foi altamente condecorado pela ação de libertação do campo. Recebeu a Ordem da Estrela Vermelha, duas vezes a Ordem da Guerra Patriótica em 1º Grau pela libertação da Cracóvia e a Ordem da Guerra Patriótica em 2º Grau.

## Biografia
Anatoly nasceu na cidade de Konstantinogrado, na Ucrânia, em 1913, parte do Império Russo na época, com o nome de Anshel. Nasceu no seio de uma família judaica, tendo estudado engenharia no Instituto Pedagógico de Zaporíjia. Logo após se formar, ele se alistou no Exército Vermelho, em 1935, sendo enviado para Carcóvia, onde terminou o curso de formação de oficiais, saindo com a patente de tenente. Após três anos de serviço compulsório, ele permaneceu no Exército Vermelho como voluntário, mas teve permissão para trabalhar como engenheiro civil em Zaporíjia e em Dnipro.

## Segunda Guerra Mundial
Com a deflagração da Operação Barbarossa e a invasão da Wehrmacht na União Soviética, Anatoly se re-alistou como voluntário no Exército Vermelho, em outubro de 1941. Designado para o pelotão de tanques 76, junto à 6ª brigada de infantaria, Anatoly comandou uma unidade especialista em explosivos e demolição, sendo enviado imediatamente para a linha de frente. Esteve envolvido em batalhas e demolições de pontes para impedir o avanço do exército nazista no outono de 1941.
Como resultado de sua liderança durante esta ação, Anatoly foi nomeado subcomandante do batalhão de infantaria e, um mês depois, comandante do batalhão. Nesta posição, ele liderou operações defensivas na Batalha do Cáucaso, em Cubã, incluindo a libertação das cidades de Tuapse e de Rostóvia do Dom, além de ter participado de lutas nos arredores de Taganrog, em 1942.
Em julho de 1943, na Batalha de Kursk, Anatoly foi ferido, o que o levou a ficar internado por várias semanas. Durante este período, o pelotão 76 foi dissolvido e após sua alta do hospital, Anatoly foi enviado para a Divisão Irkutsk e então designado para comandar as 500 tropas da 100ª divisão de rifles do 106º corpo de rifles. Nessa época, o Exército Vermelho conseguira a retirada total da Wehrmacht e, como resultado, no comando desta divisão sob o general Krasavin, a divisão de Anatoly foi a unidade principal durante a libertação pelo Exército Vermelho de grande parte da Ucrânia e da Polônia.

## Auschwitz
Conforme o Exército Vermelho se aproximava de Oświęcim, os nazistas fortaleceram suas defesas, esperando ganhar tempo para destruir as provas dos crimes cometidos no campo de concentração de Auschwitz. A divisão especialmente treinada de Anatoly, agora major, com seus 900 homens, liderou este avanço e sofreu pesadas perdas contra a Wehrmacht em retirada nos últimos 30km, alcançando as estradas protegidas por minas terrestres que levavam a Auschwitz em 27 de janeiro de 1945. Metade da divisão pereceu nos dias que antecederam tal ação.
Por volta das 3 horas da tarde de 27 de janeiro, a 100ª divisão de infantaria comandada pelo general F. M. Krasavin libertou Auschwitz e Birkenau. A divisão de Anatoly limpou as estradas, desativando minas e foi um dos primeiros a invadir a cidade e abrir os portões do campo de concentração Auschwitz, enquanto o coronel Petrenko libertava Birkenau, no dia seguinte. Cerca de 9 mil prisioneiros viveram o bastante para serem libertados, 7 mil deles foram confinados em três campos principais - Birkenau, Auschwitz e Monowitz. Ao entrarem, os soldados soviéticos encontraram cerca de 650 cadáveres ao redor dos pavilhões, muitos executados pelos soldados nazistas na noite anterior.
| “ | Não tínhamos a menor ideia da existência daquele campo. Nossos superiores não disseram coisa alguma sobre ele. (...) Entramos ao amanhecer de 27 de janeiro. Vimos algumas pessoas de pé em roupas listradas - eles não pareciam humanos. Eram pele e osso, somente esqueletos. Quando dissemos a eles que o Exército soviético os havia libertado, eles sequer reagiram. Não conseguiam falar ou mesmo mexer a cabeça. Não tinham calçados. Seus pés estavam envoltos em trapos. Era janeiro e a neve estava começando a derreter. Até hoje não sei como conseguiram sobreviver. | ” |

No alto do primeiro pavilhão do campo estava escrito "Mulheres". No interior, Anatoly encontrou mulheres mortas e seminuas perto da porta. As roupas tinham sido removidas pelas sobreviventes e havia muito sangue e excrementos pelo chão. No alojamento infantil, Anatoly encontrou apenas duas crianças vivas que começaram a gritar que não eram judias ao verem os soldados, temendo ser enviadas para a câmara de gás. Os médicos da divisão de Anatoly as resgataram, limparam e medicaram.
Vendo a situação dos sobreviventes, os soldados soviéticos abriram as cozinhas e começaram a preparar refeições. Porém, alguns dos sobreviventes morreram pouco depois de receberem o alimento já que seus estômagos não funcionavam mais. Muitos soldados de seu batalhão ficaram furiosos com o que encontraram e queria executar os nazistas em fuga capturados nos arredores do campo, mas Anatoly precisou convencê-los a não fazer isso, pois acreditava que nem todos os soldados tinham culpa das atrocidades autorizadas por seus comandantes.
| “ | Eu tinha visto muitas pessoas inocentes serem mortas. Tinha visto pessoas enforcadas. Mas ainda não estava preparado para Auschwitz... O fedor era insuportável. | ” |

Ao todo, as tropas soviéticas encontraram 1200 sobreviventes em péssimas condições em Auschwitz e mais 5 mil em Birkenau. Em maio de 1945, Anatoly participou da libertação de Praga, na então Checoslováquia. Sua divisão foi desmobilizada em 1947.
Cerca de 400 mil judeus serviram no Exército Vermelho durante a Segunda Guerra Mundial, mas 40% deste contingente morreu em combate ou nos campos de prisioneiros de guerra. Cento e cinquenta foram homenageados com a medalha de Herói da União Soviética.

## Pós-Segunda Guerra

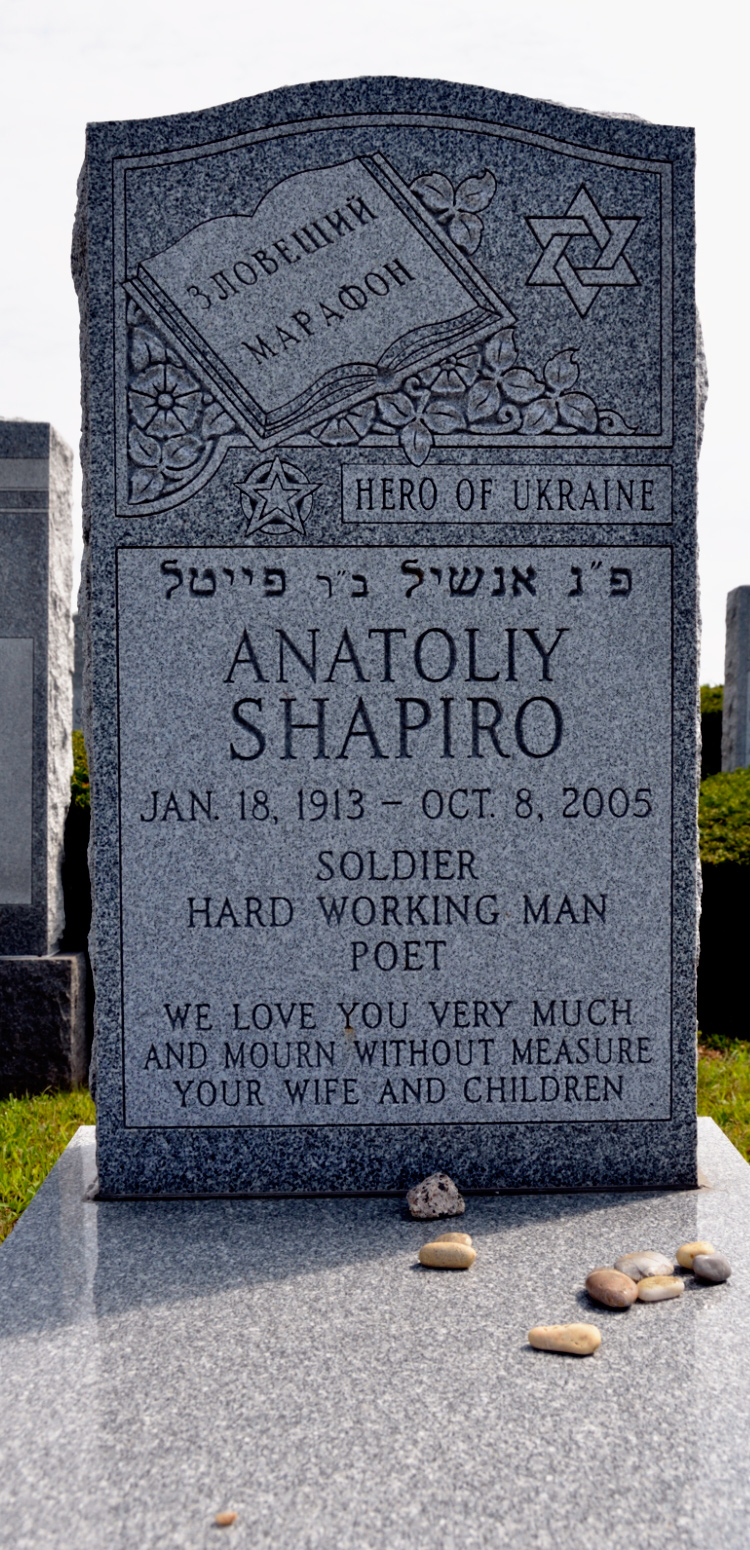
Túmulo de Anatoly Shapiro no cemitério Beth Moses

Anatoly foi reformado pelo Exército Vermelho com o posto de tenente-coronel. Escreveu vários livros, inclusive de poesia e trabalhou novamente como engenheiro em Zaporíjia. Em 1992, após a dissolução da União Soviética, junto da esposa, Vita Shapiro, e dos filhos, Anatoly emigrou para os Estados Unidos, onde se estabeleceu no condado de Suffolk, fixando residência em Long Island. Membro proeminente da comunidade judaica da região, foi apenas nesta época que ele soube que o Holocausto causou a morte de 6 milhões de judeus nos campos de concentração. Foi a partir desta data que Anatoly começou a escrever suas memórias sobre a guerra. Seus últimos livros foram Uma campanha sinistra, sobre a libertação do campo e Eu lembro daquele dia, ambos em russo.

## Morte
Anatoly morreu em 8 de outubro de 2005, em Nova Iorque, aos 92 anos. Ele foi sepultado no cemitério Beth Moses, em Long Island.

## Homenagens
Em 27 de janeiro de 2005, no 60º aniversário da libertação de Auschwitz, Anatoly fez um pronunciamento por vídeo sobre as atrocidades cometidas pelos nazistas e de que elas nunca devem se repetir durante a cerimonia com líderes mundiais.
Em 21 de setembro de 2006, o então presidente da Ucrânia, Viktor Yushchenko conferiu de maneira póstuma o título de Herói da Ucrânia a Anatoly.